# Deutsche Schwimmmeisterschaften 1943
Die 58. Deutschen Meisterschaften im Schwimmen fanden im Jahr 1943 statt.
| Disziplin      | Männer                | Männer          | Männer | Frauen            | Frauen             | Frauen |
| Disziplin      | Name                  | Verein          | Zeit   | Name              | Verein             | Zeit   |
| -------------- | --------------------- | --------------- | ------ | ----------------- | ------------------ | ------ |
| 100 m Freistil | Ulrich Schröder       | SSF Bonn        |        | Ursula Oberstein  | ASV Breslau        |        |
| 200 m Freistil | Heinz-Günther Lehmann | SV Zeitz        |        |                   |                    |        |
| 400 m Freistil | Heinz-Günther Lehmann | SV Zeitz        |        | Vera Schäferkordt | SC Düsseldorf 98   |        |
| 200 m Brust    | H. Gold               | Poseidon Erfurt |        | Gisela Graß       | Poseidon Leipzig   |        |
| 100 m Rücken   | Ulrich Schröder       | SSF Bonn        |        | Erna Westhelle    | Undine M.-Gladbach |        |